# Anna Rogowska
Anna Rogowska (21 de mayo de 1981, Gdynia, Polonia - ) es una saltadora de pértiga polaca, actual campeona mundial.
Nacida en Gdynia, ganó la medalla de bronce en los Juegos Olímpicos batiendo por poco a Mónica Pyrek otra saltadora de pértiga nacida en Gdynia. Al principio de 2005 consiguió el éxito como cuando ganó la medalla de plata en los Campeonatos de Europa en pista cubierta.
El 22 de julio de 2005 consiguió una mejor marca personal con 4.80m el cual también fue récord de Polonia. Minutos después vio como Yelena Isinbayeva se convirtió en la primera mujer en superar los 5.00m.
Rogowska fue una de las contrincantes para una medalla en los Campeonatos Mundiales de 2005. Sin embargo, acabó sexta saltando solo 4.35m a causa de las conciciones climatológicas.
El 26 de agosto de 2005 logró otra mejor marca personal con 4.83m (nuevo récord polaco). Fue en el Memorial Van Damme. También tiene el récord de Polonia en pista cubierta de 4.80m, establecido el 5 de marzo de 2006
El 24 de agosto de 2009 se convirtió en la sorprendente nueva campeona mundial de pértiga con 4.75m. después de que Isinbayeva fracasara en sus tres intentos de salto (2 de 4.80m) perdiendo su cetro mundial y destrozada por fiasco. Como felicitación La polaca hasta se abrazó con la mascota de los Mundiales "Berlino".
De los premios deportivos ha recibido:
Cruz dorada del mérito polaco en 2004
Cruz de caballero de la Orden de Polonia Restituta (5ª clase) en 2009.
- Datos: Q235010
- Multimedia: Anna Rogowska / Q235010